# Rossella Falk
Rossella Falk, pseudonimo di Rosa Antonia Falzacappa (Roma, 10 novembre 1926 – Roma, 5 maggio 2013), è stata un'attrice italiana.

## Biografia
Era la primogenita del colonnello Augusto Falzacappa e di Andreina Nobili.
Intraprende la carriera teatrale all'indomani dell'ingresso all'Accademia nazionale d'arte drammatica di Roma nella seconda metà degli anni quaranta. In tale accademia consegue il relativo diploma. Nel 1948 riceve il premio come migliore attrice al World Youth Festival di Praga e, per questo motivo, viene espulsa dall'Accademia, salvo poi essere reintegrata grazie all'interessamento dell'attrice e insegnante Wanda Capodaglio.
Tra il 1951 e il '53 fa parte della prestigiosa compagnia Morelli-Stoppa, mentre nel 1954 è al Piccolo Teatro di Milano e nel 1955 entra a far parte della Compagnia dei Giovani, insieme a Romolo Valli e Giorgio De Lullo. Spazia dal più cupo Tennessee Williams (Un tram che si chiama Desiderio; Improvvisamente l'estate scorsa) all'Ibsen più provocatore (Spettri), restando però fedele a Luigi Pirandello  (Sei personaggi in cerca d'autore, Il giuoco delle parti).
Pur privilegiando sempre la carriera teatrale rispetto a quella cinematografica, si concede alcune interpretazioni in produzioni prestigiose ed anche internazionali, come 8½ (1963) di Federico Fellini, Modesty Blaise - La bellissima che uccide (1966) di Joseph Losey e Quando muore una stella (1968) di Robert Aldrich. In teatro viene diretta dai massimi registi italiani tra i quali Luchino Visconti, Franco Zeffirelli, Orazio Costa, Giancarlo Cobelli e Giuseppe Patroni Griffi e Giorgio De Lullo, a cui deve gran parte del suo successo avendola resa protagonista di molti dei suoi successi teatrali dall'epoca della Compagnia dei giovani.
Nel 1964 vince il premio San Genesio quale migliore attrice teatrale per l'opera Sei personaggi in cerca d'autore. Dal 1981 al '97 la Falk sarà il direttore artistico del Teatro Eliseo di Roma insieme a Giuseppe Battista e Umberto Orsini. Dal 2004 al 2006 l'attrice porta in tournée in tutto il mondo lo spettacolo di successo Vissi d'arte, vissi d'amore, un recital in cui racconta e interpreta ricordi personali, interviste e scritti su Maria Callas.

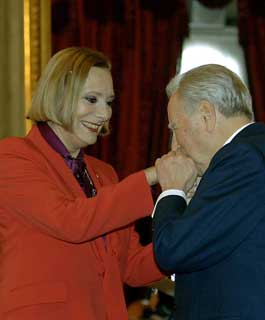
Rossella Falk con Carlo Azeglio Ciampi (28 novembre 2005)

Il cinema l'ha vista l'ultima volta nel film Non ho sonno (2001), per la regia di Dario Argento (2001). La carriera teatrale si protrae fino al 2009, anno in cui prende parte all'ultima pièce Est Ovest, diretta da Cristina Comencini. Colpita da ischemia cerebrale nel febbraio 2010, riesce a ristabilirsi dopo un lungo ricovero durato cinque mesi, presso il centro di riabilitazione Santa Lucia di Roma, e nell'estate 2011 appare in una video-intervista in cui si schiera contro la chiusura del suddetto istituto.
È morta a Roma dopo una breve malattia il 5 maggio 2013. La camera ardente è allestita nel Teatro Eliseo; il funerale nella basilica di Santa Maria in Montesanto e la sepoltura nel cimitero Flaminio.

## Vita privata
Si sposa una prima volta con l'ingegnere Nicola Tafuri, di cui resta vedova, e una seconda volta con l'industriale Gualtiero Giori, da cui divorzierà. Alla fine degli anni '50 vive una breve e turbolenta storia d'amore con Renato Salvatori da cui viene picchiata, in un impeto di gelosia, mentre si reca dall'attore Umberto Orsini, suo compagno di scena, nonché suo nuovo amore).

## Archivio
Rossella Falk ha proposto nel 2007 la donazione al Gabinetto scientifico letterario G. P. Vieusseux. Archivio contemporaneo Alessandro Bonsanti, del suo fondo personale, i cui materiali sono giunti in archivio nello stesso anno grazie alla intermediazione di Elsa Bartolini, una amica e collaboratrice toscana dell'attrice. Il fondo (la cui documentazione ripercorre, dalla fine degli anni '40 fino agli spettacoli più recenti, la carriera e la vita dell'attrice) è periodicamente incrementato con l'aggiunta di nuovi materiali.
Elsa Bartolini ha redatto alcuni elenchi di deposito e ha curato una mostra documentaria organizzata al Teatro della Pergola di Firenze nell'autunno 2008, vetrina che è stata occasione per presentare i documenti del fondo e per una sintesi della carriera dell'attrice. In archivio sono stati predisposti alcuni elenchi sommari, come quello dei corrispondenti.

## Filmografia
- Guarany, regia di Riccardo Freda (1948)
- Donne proibite, regia di Giuseppe Amato (1953)
- Vento del Sud, regia di Enzo Provenzale (1959)
- 8½, regia di Federico Fellini (1963)
- Made in Italy, regia di Nanni Loy (1965)
- Modesty Blaise - La bellissima che uccide, regia di Joseph Losey (1966)
- Più tardi Claire, più tardi..., regia di Brunello Rondi (1968)
- Quando muore una stella, regia di Robert Aldrich (1968)
- Alba pagana, regia di Ugo Liberatore (1970)
- Il segno del comando, regia di Daniele D'Anza – miniserie televisiva (1971)
- La tarantola dal ventre nero, regia di Paolo Cavara (1971)
- Giornata nera per l'ariete, regia di Luigi Bazzoni (1971)
- Sette orchidee macchiate di rosso, regia di Umberto Lenzi (1972)
- L'assassino... è al telefono, regia di Alberto De Martino (1972)
- I giorni del commissario Ambrosio, regia di Sergio Corbucci (1988)
- Storie d'amore con i crampi, regia di Pino Quartullo (1995)
- Non ho sonno, regia di Dario Argento (2001)

## Teatro (parziale)

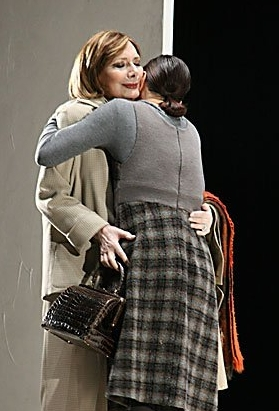
Rossella Falk in Sinfonia d'autunno.

- Il ballo dei ladri, di Jean Anouilh, regia di Luciano Salce, Roma, Teatro Eliseo, 23 aprile 1947. (diploma di regia)
- Giovanna di Lorena di Maxwell Anderson, regia di Luciano Lucignani, Roma, Teatro delle Arti, 18 maggio 1948.
- Sei personaggi in cerca d'autore di Luigi Pirandello (1949)
- Un tram che si chiama Desiderio di Tennessee Williams (1950)
- La dodicesima notte di William Shakespeare (1950)
- Il seduttore di Diego Fabbri (1951)
- La locandiera di Carlo Goldoni (1953)
- Lorenzaccio di Alfred de Musset (1954)
- Le tre sorelle di Anton Cechov (1955)
- La bugiarda di Diego Fabbri (1956 e 2003, in altro ruolo)
- Sei personaggi in cerca d'autore di Luigi Pirandello (1963)
- Il giuoco delle parti di Luigi Pirandello (1970)
- Trovarsi di Luigi Pirandello (1974)
- La signora delle camelie di Alexandre Dumas (figlio) (1976)
- Applause di Adolph Green e Betty Comden (1980)
- Maria Stuarda di Friedrich Schiller, regia di Franco Zeffirelli (1983)
- L'aquila a due teste di Jean Cocteau (1984)
- La strana coppia di Neil Simon (1986)
- La dolce ala della giovinezza di Tennessee Williams (1989)
- I parenti terribili di Jean Cocteau (1991)
- Il treno del latte non ferma più qui di Tennessee Williams (1993)
- Anima nera di Giuseppe Patroni Griffi (1996)
- Master Class di Terrence McNally (1997)
- Spettri di Henrik Ibsen (1998)
- La sera della prima di John Cromwell (2001)
- Vissi d'arte, vissi d'amore di Rossella Falk (2004-2006)
- Improvvisamente l'estate scorsa di Tennessee Williams (2005)
- Sinfonia d'autunno di Ingmar Bergman (2007)
- Est Ovest (2009)

## Prosa televisiva Rai

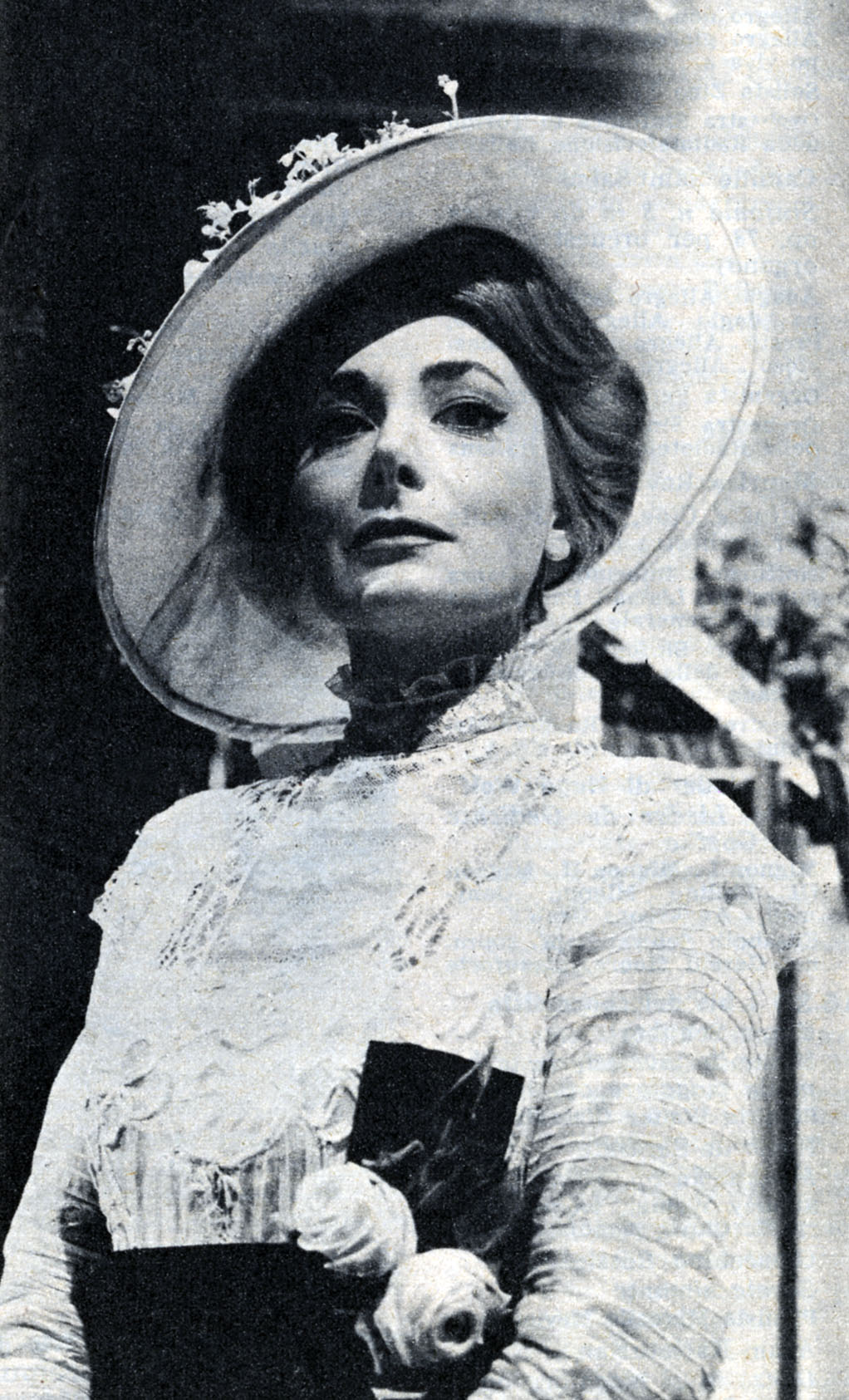
Rossella Falk nel Il successo di Testoni Rai TV 1963

- Giovanna di Lorena, regia di Mario Ferrero, trasmessa il 16 ottobre 1959.
- Francillon, regia di Guglielmo Morandi, trasmessa il 1º luglio 1960.
- Affari di stato, regia di Guglielmo Morandi, trasmessa il 20 ottobre 1961.
- Le donne di buon umore, regia di Giorgio De Lullo, trasmessa il 29 dicembre 1961.
- Il successo di Alfredo Testoni, regia di Giorgio De Lullo, trasmessa il 9 settembre 1963.
- Giuseppe Verdi, sceneggiato televisivo di Mario Ferrero e Manlio Cancogni, trasmesso nel 1963.
- Sei personaggi in cerca d'autore, di Giorgio de Lullo, trasmesso nel 1965.
- Tovaritch, prosa di Jacques Deval, regia di Flaminio Bollini, trasmessa sul Secondo Programma il 17 maggio 1967.
- L'amica delle mogli di Luigi Pirandello, regia di Giorgio De Lullo, trasmessa il 21 aprile 1970.
- Il giuoco delle parti di Luigi Pirandello, regia di Giorgio De Lullo, trasmessa il 28 aprile 1970.
- Epitaffio per George Dillon, regia di Fulvio Tolusso, trasmessa sul Secondo Programma il 7 maggio 1971.
- La signora dalle camelie, regia di Vittorio Cottafavi, trasmessa il 24 settembre 1971.
- Nostra Dea, di Massimo Bontempelli, regia di Silverio Blasi, trasmessa il 29 settembre 1972.

In televisione inoltre Rossella Falk ha partecipato negli anni 1965 e 1966 insieme a Ugo Fangareggi a una serie di sketch per la rubrica pubblicitaria televisiva Carosello pubblicizzando la biancheria Imec.

## Prosa radiofonica Rai
- Giorni felici, di André Puget, regia di Marco Visconti, trasmessa il 22 marzo 1954.
- L'incrinatura, commedia di Cesare Vico Lodovici, regia di Guglielmo Morandi, trasmessa il 25 ottobre 1955.
- I giorni della vita, commedia di William Saroyan, regia di Marco Visconti, trasmessa il 5 dicembre 1955
- Le preziose ridicole, di Molière, regia di Marco Visconti, trasmessa il 26 maggio 1956
- Gigi, di Colette e Anita Loos, musiche Fiorenzo Carpi, regia di Giorgio De Lullo, trasmessa il 18 febbraio 1960.
- Elettra, tragedia di Hugo von Hofmannsthal, regia di Mario Ferrero, trasmessa il 3 giugno 1962

## Varietà radiofonici Rai
- Scampoli, varietà musicale con Enrico Viarisio e Rossella Falk, trasmesso il 26 settembre 1955.

## Riconoscimenti
- Premio Flaiano sezione teatro
  - 1991 – Migliore interpretazione per il complesso della sua opera[9]